# Asociación de Reporteros Gráficos de la República Argentina
La Asociación de Reporteros Gráficos de la República Argentina (ARGRA) nació el 4 de septiembre año 1942 en la Ciudad Autónoma de Buenos Aires, Argentina, por iniciativa de un grupo de fotoperiodistas.
A través de los años, esta asociación civil se dedicó a la defensa de los principios éticos y profesionales del fotoperiodismo y a una inclaudicable lucha por la defensa de la libertad de prensa y el derecho a la información, como vínculo trascendental entre la realidad y la sociedad democrática.
A principios de la década del ‘80 la ARGRA, dio clara muestra de la defensa de estos valores, al comenzar la realización de la Muestra Anual de Fotoperiodismo, en donde se podían apreciar fotografías censuradas y no publicadas en medios gráficos argentinos; esa muestra marcó el camino para la realización anual de la muestra de fotoperiodismo argentino que año tras año recorre diversos puntos de ese país mostrando el trabajo que realizan a diario los reporteros gráficos.
En mayo de 2025, ARGRA se movilizó en repudio a la represión policial frente al Congreso Nacional, donde resultó gravemente herido el reportero gráfico Pablo Grillo, exalumno de ARGRA Escuela (2018), mientras cubría una protesta. La asociación organizó un camarazo frente a la Casa Rosada en defensa de la labor periodística y para exigir el cese de la violencia institucional. Desde entonces, ARGRA ha acompañado públicamente el caso, exigiendo justicia ante las autoridades y denunciando el uso desmedido de la fuerza contra la prensa. El 19 de mayo de 2025 se informó que Grillo debió volver a terapia intensiva y será operado por una lesión cerebral producto del impacto recibido.

## Historia
El 4 de septiembre de 1942 nacería la Asociación de Reporteros Gráficos de la República Argentina. Había una necesidad de institucionalización para regular los derechos de los reporteros gráficos, una profesión desvalorizada en el interior de las redacciones periodísticas de los medios gráficos argentinos y sin un marco regulatorio profesional.
La primera Comisión Directiva estaba compuesta por: Luis Vegezze (presidente), Jesús Ares, Julio Seceri, Pedro Conesa, Rodolfo Nuñez, Emilio Abras, Martín González Arrighi, Héctor Ancarola, Antonio Padilla, Juan Di Sandro, Alejandro Korn, A. Campos y Manuel Damiano. En 2021, la fotoreportera Eva Cabrera fue la primera mujer en presidir la asociación.